# Molophilus aphantus
Molophilus aphantus är en tvåvingeart som beskrevs av Alexander 1927. Molophilus aphantus ingår i släktet Molophilus och familjen småharkrankar. Inga underarter finns listade i Catalogue of Life.